# زنگی‌کلا سفلی
زنگی کلاسفلی، روستایی از توابع بخش سرخ‌رود شهرستان محمودآباد در استان مازندران ایران می باشد.

## جمعیت
این روستا در دهستان دابوی شمالی قرار دارد و براساس سرشماری مرکز آمار ایران در سال ۱۳۸۵، جمعیت آن ۳۰۳ نفر (۸۶خانوار) بوده‌است.